# Chimbarongo
Chimbarongo es una ciudad y comuna de Chile de la provincia de Colchagua, en la región del Libertador General Bernardo O'Higgins, ubicada justo al sur del río Tinguiririca, a 155 km al sur de Santiago, en la zona central de Chile.
Integra el distrito electoral N.º 16 y pertenece a la 8.ª circunscripción senatorial (O'Higgins).
Hacia el sur de la ciudad, se encuentra el embalse Convento Viejo que ha sido finalizado completamente el año 2008 aumentando la zona de inundación de 700 a 3000 hectáreas.

## Toponimia
Su nombre viene del quechua "chamba", del otro lado; y del mapudungun "rongo", niebla; "niebla del otro lado". Otras versiones dicen que significa "lugar entre nieblas" o "ciudad entre nieblas".

## Historia
La presencia inca en el valle central, perduró por varios años, lo que significó que se heredaran muchas cosas y costumbres, por ejemplo, “la pirca” (pared de piedra) en reemplazo de la “quincha” (trama de palos con que se afianza una pared). En varios sectores aún quedan propiedades que están limitadas por “pircas”. Entre otras cosas heredadas, aparecen las “ojotas” o “chalailas", (calzado a manera de sandalias) y las “chupallas”, muy usadas por la gente.
En un momento, llegan los españoles comandados por Diego de Almagro, quienes en busca de riquezas y fama, encontraron que no era mucha la cantidad de oro existente, y al seguir más al sur se toparon con indígenas muy belicosos, por lo tanto decidieron marcharse.
Años más tarde, Pedro de Valdivia llega con un centenar de hombres dispuesto a “instalar rancho” por estos valles que habían sido despreciados. Ya instalado y al recorrer la zona se da cuenta de que está habitada por numerosos caseríos que se levantaban entre el río Cachapoal y el Maule. A las viviendas de estos pueblos se les llamaba “tolderíos” porque eran de ramas y barro y se construían muy cerca de los ríos.
En la época de la fundación de Chambarongo era imperiosa la necesidad de un centro poblado entre Santiago, Chillán y Concepción. Dada la ubicación estratégica (ubicación equidistante entre esas ciudades), se optó por levantar este poblado denominado como Villa Chambarongo, aunque en esta época ya existía desde antes el Convento La Merced, que además de cumplir con su misión propia, tenía como preocupación toda la actividad cultural de un gran sector del poblado, todo esto en el siglo XVII.
Según algunos datos, el primer intento, la realizó don Luis Fernández de Córdova, quien administró el país entre los años 1634-1659. Faltaban dos años para el término de su mandato, decidió fundar una villa en los alrededores del Convento Mercedario, pero una Real Cédula del Rey de España, prohibió levantar nuevas poblaciones.
Mejor suerte tuvo don Tomás Marín de Poveda, un almeriense de noble estirpe, quien había ocupado varios cargos de mucha responsabilidad en el ejército y que estuvo en el mando del gobierno cuando ya terminaba el siglo XVII, dentro de cuyos planes estaba el de dar vida a nuevas poblaciones, fue así como nacieron las ciudades de Talca, Itata, Rere, Rengo y Chambarongo.
Uno de los primeros en radicarse habría sido Bernabé Montero, por lo tanto se constituye en el primer encomendero con nada menos que con mil trescientas cuadras.
Otros nombres que están inscritos como los primeros encomenderos aparecen los de Juan de Quiroga y Ruiz de Gamboa; Francisco Zúñiga y Jofré; Francisco Pan y Agua, corregidor de Colchagua; Gonzalo Salas, quien desde 1613 pasó a ser dueño de ochocientas cuadras por un título muy especial concedido por el gobernador Alonso de Rivera; Juan Martínez de Vergara, quien con su señora y cinco hijos buscó refugio en esas tierras y obtuvo rica merced de tierras en Chambarongo, Colchagua en 1645.
Estos se les cuenta entre los benefactores del convento que los Mercedarios tenían en Colchagua. En el año 1614, don Francisco de Puebla, recibió como merced, mil cuadras en las riveras del estero Chambarongo. Según otros, se afirma que la comuna de Chambarongo no tendría un nacimiento oficial y que surgió como muchos otros lugares como consecuencia natural de la agrupación de casas alrededor de un templo o de un centro de actividad minera, industrial o conjunción de caminos.
De acuerdo a esta concepción, Chambarongo nació bajo el alero del Convento de La Merced. El Convento de “Merced” de San Juan Bautista se fundó un 28 de febrero de 1612, solo el año 1800 se instaló en la calle Miraflores, barrio sur, (hoy se encuentra en el barrio cívico de la comuna). En el año 1695 se crea la Villa Chambarongo. En el año 1894, la Villa de Chambarongo, se transforma oficialmente en comuna, siendo su primer alcalde don Félix Blanco.

## Medio ambiente

### Geomorfología y componentes abióticos

Trazado simplificado de los ecosistemas y cuerpos de agua presentes en la comuna de Chimbarongo.

La comuna de Chambarongo se encuentra emplazada en las unidades geomorfológicas de Cordillera andina de retención crionival, Cordillera de la costa, Llano central fluvio-glacio-volcánico y Precordillera; y presenta según la clasificación climática de Köppen clima mediterráneo de lluvia invernal (Csb) y clima mediterráneo de lluvia invernal de altura (Csb (h)). Esta además se halla entre las cuencas hidrográficas de río Mataquito y río Rapel. Además, la comuna posee diversos cuerpos de agua, entre los que se destacan el río Claro y el río Tinguiririca.

### Componentes bióticos
Dentro del territorio de la comuna se pueden hallar los siguientes ecosistemas:
- Bosque caducifolio mediterráneo interior donde predominan Nothofagus obliqua y Cryptocarya alba (En peligro crítico)
- Bosque caducifolio mediterráneo-templado andino donde predominan Austrocedrus chilensis y Nothofagus obliqua (Vulnerable)
- Bosque esclerófilo mediterráneo andino donde predominan Lithrea caustica y Lomatia hirsuta (Vulnerable)
- Bosque esclerófilo mediterráneo andino donde predominan Quillaja saponaria y Lithrea caustica (Vulnerable)
- Bosque esclerófilo mediterráneo interior donde predominan Lithrea caustica y Peumus boldus (En peligro)
- Bosque espinoso mediterráneo interior donde predominan Acacia caven y Lithrea caustica (En peligro)

### Medidas de protección ambiental y conflictos socioambientales
Hasta 2022, la comuna de Chimbarongo cuenta con las siguientes zonas que cuentan con algún nivel de protección ambiental:
- Altos de Lolol y Chépica (Sitios ERB)[11]
- Precordillera Andina Sur (Sitios ERB)[12]

## Administración
Chambarongo pertenece al distrito electoral n.º 16 y a la 8.ª circunscripción senatorial (O'Higgins). Es representada en la Cámara de Diputados del Congreso Nacional por los diputados Carla Morales Maldonado (RN), Eduardo Cornejo Lagos (UDI), Cosme Mellado Pino (PR), Félix Bugueño Sotelo (FRVS). A su vez, es representada en el Senado por los senadores Alejandra Sepúlveda Orbenes de la (FRVS), Juan Luis Castro González del (PS), Javier Macaya Danús de la (UDI).
La ciudad es representada ante el Consejo Regional por los consejeros Yamil Andrés Ethit Romero (UDI), Luis Silva Sánchez (ind. UDI), Cristina Marchant Salinas (Indep.), Natalia Tobar Morales (Evópoli) y Gerardo Esteban Contreras Jorquera (RN).
La administración de la comuna de Chambarongo corresponde a la Ilustre Municipalidad de Chambarongo, que es dirigida por el alcalde Marco Antonio Contreras, (Ind./Renovación Nacional), quien cuenta con la asesoría del Concejo municipal, compuesto por:
- Marisol Guajardo. (FRVS)
- Patricio Guerra. (PR)
- Alejandro Arenas. (RN)
- Jorge Farias. (Ind. RN)
- Luis Quezada. (DC)
- Sergio Osorio. (UDI)

## Economía

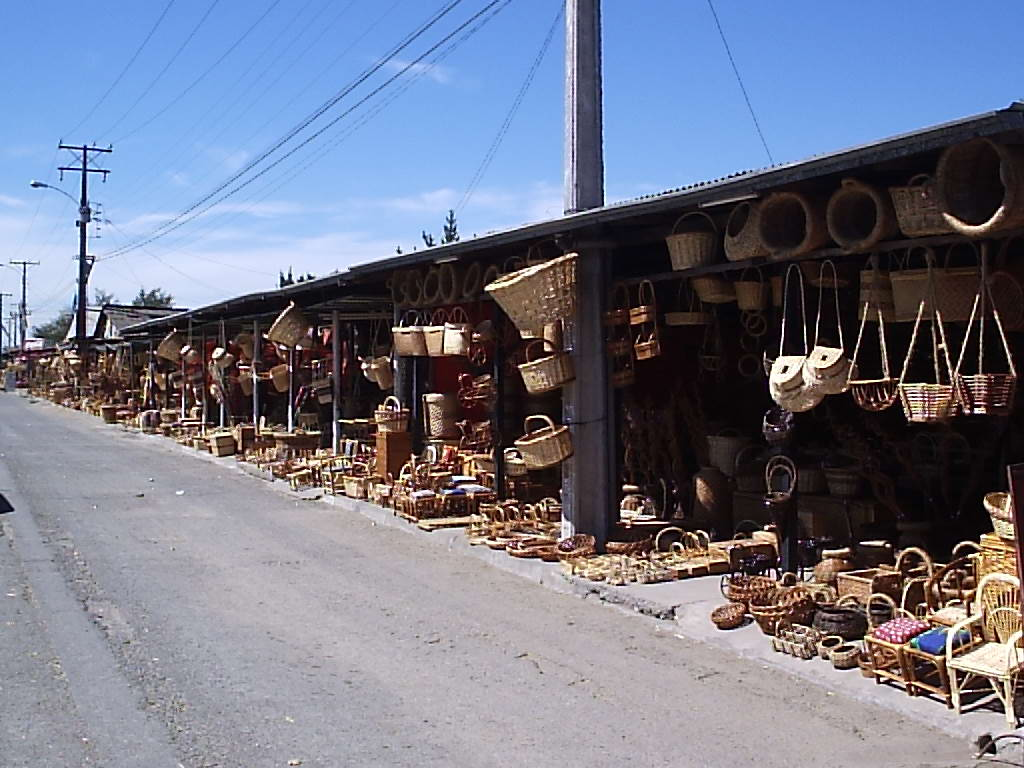
Artesanía de mimbre en Chimbarongo.

La economía de Chimbarongo está basada principalmente en el cultivo de frutales y la producción de vino, destacándose dentro de la ciudad la Viña Concha y Toro y la Viña Cono Sur, dándose todo esto principalmente en la temporada estival (de diciembre a principios de marzo). Además la economía del pueblo depende mucho de las ciudades aledañas, principalmente en lo referido a fuentes de trabajo como son San Fernando, Rancagua, Curicó y Santiago.
Chimbarongo es conocido nacionalmente por la elaboración de artesanías en mimbre. Existe una feria artesanal llamada "Expomimbre" la cual se lleva a cabo el segundo fin de semana del mes de marzo.
En 2018, la cantidad de empresas registradas en Chimbarongo fue de 604. El Índice de Complejidad Económica (ECI) en el mismo año fue de 0,25, mientras que las actividades económicas con mayor índice de Ventaja Comparativa Revelada (RCA) fueron Cultivo de Tabaco (1190,49), Comercio al por Menor de Antigüedades (74,92) y Producción en Viveros, excepto Especies Forestales (44,32).

## Medios de comunicación

### Radioemisoras
FM
- 91.9 MHz  - El Conquistador FM de Chimbarongo
- 100.5 MHz - Radio Artesanía

### Televisión
- Canal 23 (Exclusivo compañía de cable local)

## Deportes

### Fútbol
La comuna de Chimbarongo ha tenido a tres clubes participando en los Campeonatos Nacionales de Fútbol en Chile.
- Juventud Ferro (tercera división 1986-1992/Cuarta División 1993-1996).
- Santa Elisa (Cuarta División 1998).
- Chimbarongo FC (tercera división B 2014 y 2018-presente/tercera división A 2015-2017).